# Grande Brière et marais de Donges
Grande Brière et marais de Donges este o arie protejată (sit de importanță comunitară — SCI) din Franța întinsă pe o suprafață de 16.842 ha, integral pe uscat.

## Localizare
Centrul sitului Grande Brière et marais de Donges este situat la coordonatele 47°22′25″N 2°14′24″W / 47.37361°N 2.24°V.

## Înființare
Situl Grande Brière et marais de Donges a fost declarat arie specială de conservare în baza directivei 92/43 din 1992 referitoare la conservarea habitatelor naturale și a faunei și florei sălbatice pentru a proteja 2 specii de plante și 13 specii de animale.

## Biodiversitate
Situată în ecoregiunea atlantică, aria protejată conține 12 habitate naturale: Pajiști umede atlantice temperate cu Erica ciliaris și Erica tetralix, Pășuni mediteraneene udate de apa mării (Juncetalia maritimi), Ape oligotrofe din câmpii nisipoase, cu un conținut foarte redus de minerale (Littorelletalia uniflorae), Lacuri eutrofice naturale cu vegetație de tip Magnopotamion sau Hydrocharition, Pajiști cu Molinia pe soluri calcaroase, turboase sau argilos-nămoloase (Molinion caeruleae), Pajiști uscate europene, Mlaștini oligotrofe degradate, capabile încă de regenerare naturală, Turbării active, Mlaștini calcaroase cu Cladium mariscus și specii de Caricion davallianae, Ape stătătoare oligotrofe până la mezotrofe, cu vegetație de Littorelletea uniflorae și/sau de Isoëto-Nanojuncetea, Păduri aluvionare cu Alnus glutinosa și Fraxinus excelsior (Alno-Padion, Alnion incanae, Salicion albae), Liziere de ierburi înalte hidrofile de câmpie și de nivel montan până la alpin.
La baza desemnării sitului se află mai multe specii protejate:
- plante (2): Luronium natans, caropsis verticillatoinundata (Thorella verticillatinundata)
- amfibieni (1): triton cu creastă (Triturus cristatus)
- mamifere (9): liliac cârn (Barbastella barbastellus), vidră de râu (Lutra lutra), liliac cu aripi lungi (Miniopterus schreibersii), liliac cu urechi mari (Myotis bechsteinii), liliac cărămiziu (Myotis emarginatus), liliac comun (Myotis myotis), liliacul mediteranean cu potcoavă (Rhinolophus euryale), liliacul mare cu potcoavă (Rhinolophus ferrumequinum), liliacul mic cu potcoavă (Rhinolophus hipposideros)
- nevertebrate (3): croitorul mare al stejarului (Cerambyx cerdo), rădașcă (Lucanus cervus), Osmoderma eremita

Pe lângă speciile protejate, pe teritoriul sitului au mai fost identificate 8 specii de plante, 1 specie de păsări, 4 specii de amfibieni, 1 specie de mamifere, 2 specii de reptile.